# Ajla Del Ponte
Ajla Del Ponte, född 15 juli 1996, är en schweizisk kortdistanslöpare.

## Karriär
Del Ponte tävlade för Schweiz vid olympiska sommarspelen 2016 i Rio de Janeiro. Hon var en del av Schweiz stafettlag på 4 x 100 meter som slutade på femte plats i det andra försöksheatet och inte gick vidare till final.
I mars 2021 vid inomhus-EM i Toruń tog Del Ponte guld på 60 meter efter ett lopp på tiden 7,03 sekunder, vilket blev nytt världsårsbästa.
I månadsskiftet mellan juli och augusti 2021 tävlade Del Ponte i två grenar vid OS i Tokyo. Individuellt tävlade Del Ponte i damernas 100 meter och sprang i försöksheatet på 10,91 sekunder och slog då Mujinga Kambundjis schweiziska rekord som hon endast hade i några minuter. Del Ponte tog sig sedermera till final och slutade på 5:e plats. Hon var även en del av Schweiz lag som i försöksheatet på stafetten 4×100 meter slog det schweiziska rekordet med en tid på 42,05 sekunder. I finalen missade det schweiziska stafettlaget dock pallplats och sprang in på fjärde plats.

## Personliga rekord
| Utomhus - 100 meter – 10,90 (La Chaux-de-Fonds, 14 augusti 2021) 0NR0 - 200 meter – 22,38 (La Chaux-de-Fonds, 14 augusti 2021) - 300 meter – 38,68 (Basel, 20 maj 2017) | Inomhus - 50 meter – 6,45 (Aigle, 22 januari 2017) - 60 meter – 7,03 (Toruń, 7 mars 2021) =0NR0 - 200 meter – 23,39 (Magglingen, 21 februari 2021) |